# 阿奇喬恩湖
64°48′27″N 174°40′58″W / 64.80750°N 174.68278°W
阿奇喬恩湖（俄语：Аччён），是俄羅斯的湖泊，位於該國東北部楚科奇自治區，由普羅維傑尼亞區負責管轄，長19公里、寬11公里，面積91平方公里，湖岸線長度85公里，最大水深27米。